# Édouard de Moreau
Édouard de Moreau d’Andoy, né le 26 août 1879 au château d'Andoy, près de Namur (Belgique) et décédé le 2 mars 1952 à Louvain (Belgique), est un prêtre jésuite belge, professeur d’histoire et historien ecclésiastique, surtout connu pour ses recherches sur l’histoire de l'Église catholique en Belgique.

## Biographie
Le père d’Édouard, le baron Alphonse de Moreau, est le ministre belge de l'Agriculture, de l'Industrie et des Travaux publics de 1884 à 1894. Dans la famille, servir les autres est un honneur. Entré au noviciat jésuite de Tronchiennes le 23 septembre 1896, il poursuit le cours habituel de la formation jésuite. Les deux ans de noviciat sont suivis des études d’histoire (1899-1901) aux facultés universitaires de Namur, la philosophie (1901-1904), puis le doctorat en histoire à l’université de Louvain (1904-1907). Les études de théologie préparatoires au sacerdoce (1908-1912) sont faites au théologat jésuite de Louvain, à la fin desquelles il est ordonné prêtre (août 1911).
Après son Troisième An à Exaten, il entame en 1913 une carrière de professeur d’histoire ecclésiastique au théologat jésuite de Louvain, et de chercheur, particulièrement dans le domaine de l’histoire de Belgique. Il le sera durant 39 ans. Après la Première Guerre mondiale (1914-1918), il est nommé président de la Commission officielle des Archives de Guerre. Il participe à de nombreuses conférences.
Édouard de Moreau est d’abord et avant tout un historien. Sa compétence historique remarquée, secondée par une prudence théologique reconnue, le font choisir par le cardinal Joseph Van Roey (en 1935) pour diriger la Commission chargée d'examiner les prétendues apparitions de la Vierge-Marie à Banneux et Beauraing (1933) en Belgique. Ses nombreuses recherches historiques impressionnent par leur méticulosité et intelligence. Certaines furent primées par l’Académie française et l’Académie royale de Belgique. En 1950, cette dernière lui attribua, par décision unanime, leur premier prix quinquennal d’histoire.
Travailleur infatigable, homme de conversation agréable et ouvert à tous, Édouard de Moreau meurt à Louvain, le 2 mars 1952.

## Œuvres
- L'abbaye de Villers en Brabant aux XIIe et XIIIe siècles. Étude d'histoire religieuse et économique, Bruxelles: A. Dewit, 1909, LXXI-350 p.
- Un frère d'armes de Montalembert: Adolphe Deschamps (1807-1875), París, 1911.
- Saint Amand apôtre de la Belgique et du nord de la France, Louvain, 1927, prix Thérouanne de l'Académie française en 1928.
- Le Catholicisme en Belgique, Liège, 1928.
- Histoire de l'Église en Belgique des origines au début du XIIe siècle, 2 vol., Bruxelles, 1940.
- Albert de Louvain, Prince-évêque de Liège, Bruxelles, 1946.
- Les abbayes de Belgique (VIIe – XIIe siècles), Bruxelles, 1952.